# Falagountou
Falagountou là một tổng thuộc  tỉnh Séno ở phía bắc  Burkina Faso. Thủ phủ là thị xã Falagountou. Dân số năm 2006 là 26.047 người.

## Các thị xã và làng xã
Belgou, Ekeou, Fetobarabe, Gomo, Goulgountou, Gourara, Haïni, Kargono, Sella, Wiboria, Zargaloutan và Zeydrabe.